# Chico de Assis Carvalho

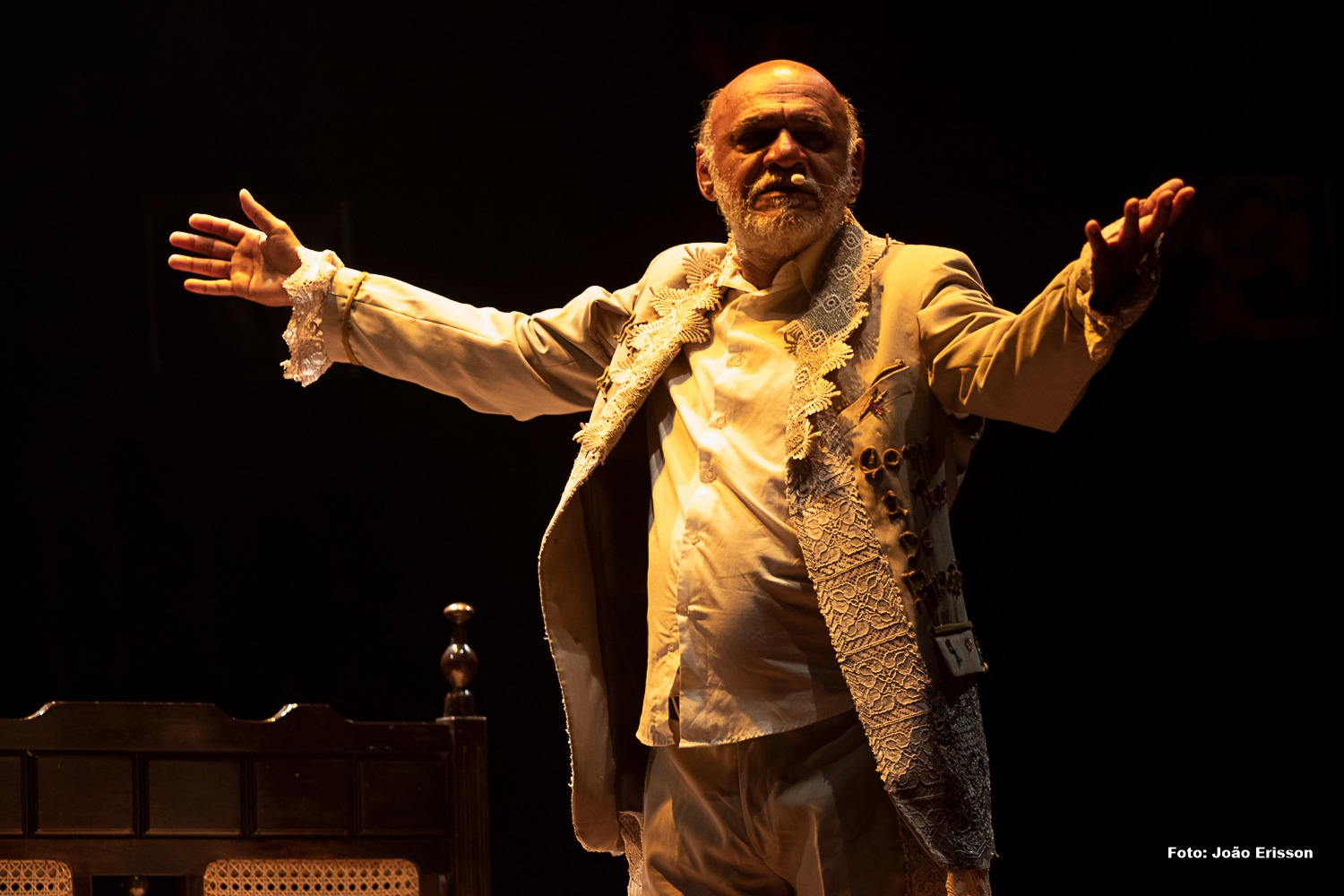
Chico de Assis em 2023 atuando no espetáculo Chico de Assis conta Jorge de Lima e a Invenção da Poesia

Francisco de Assis Carvalho Júnior (Maceió, 1 de julho de 1958), conhecido como Chico de Assis, é um ator, diretor de teatro e narrador brasileiro. Reconhecido por suas atuações no teatro, cinema e televisão, seu trabalho é considerado uma importante contribuição para a valorização da cultura nordestina. Atuou em produções da TV Globo e em projetos internacionais, além de ter recebido prêmios nacionais por suas performances no teatro e no cinema.

## Biografia

### Primeiros Anos e Formação
Filho de Francisco de Assis Carvalho e Tereza Romeiro de Carvalho, iniciou suas atividades artísticas em 1969, no Grupo Escolar Dr. José Maria Correia das Neves, sob a influência do professor e folclorista Pedro Teixeira de Vasconcelos.
Ele ocupou o cargo de Diretor de Teatro Deodoro entre 1986 e 1989. Posteriormente, foi Presidente da Fundação Cultural de Maceió de 1999 a 2001. Além disso, exerceu a função de Superintendente do Audiovisual do Governo de Alagoas entre 2005 e 2007.

### Carreira Artística

#### Teatro
Chico de Assis iniciou sua trajetória no teatro, atuando em peças como O Diário de Anne Frank e Guerreiro de Jorge, uma homenagem ao poeta alagoano Jorge de Lima. Ao longo dos anos, participou de montagens de destaque, incluindo Graciliano, um Brasileiro Alagoano, que homenageia o escritor Graciliano Ramos, e Os Sete Gatinhos, de Nelson Rodrigues.

#### Televisão
Na televisão, Chico participou de várias produções da Rede Globo, como as novelas Deus Nos Acuda (1993), Irmãos Coragem (1995) e Velho Chico (2016). Atuou em minisséries de sucesso, incluindo Agosto (1993), onde interpretou Teodoro, e Memorial de Maria Moura (1994), no papel de Antônio Muxió. Teve participação especial na faixa Terça nobre Menino de Engenho (1993) e atuou no Programa Educativo Telecurso 2000. 
Em Portugal, colaborou com a RTP na série História da Língua Portuguesa Através da Música (2000) e participou de produções internacionais exibidas na RTP como A Ilha dos Escravos (2008) no papel de Claudio Assis e O Testamento do Senhor Napumoceno (1997), no papel de Fonseca 

#### Cinema
Sua contribuição ao cinema brasileiro inclui atuações em filmes como Memórias do Cárcere (1984), de. Nelson Pereira dos Santos, Deus É Brasileiro (2004), de Cacá Diegues, e Muito Gelo e Dois Dedos d’Água (2006), de Daniel Filho. Também participou de curtas-metragens como O Acendedor de Lampiões (1992) e Calabar (2006).

#### Outras contribuições
Além de atuar, Chico de Assis foi diretor do Teatro Deodoro (1986–1989) e presidiu a Fundação Cultural de Maceió (1999–2001). Em Alagoas, também ocupou o cargo de superintendente do Audiovisual (2005–2007). Desenvolveu projetos culturais como A Escola Vai ao Teatro, que promove o acesso de jovens ao universo teatral, e criou o programa de vídeo-poemas Poesia em Gotas.

### Vida pessoal
Chico de Assis é pai de duas filhas, atualmente, reside em Maceió, onde segue ativo, promovendo iniciativas artísticas que unem educação e cultura.

## Prêmios e Reconhecimentos
- 1989: Melhor Ator pelo espetáculo Igreja Verde, no Festival Nacional de Teatro de Sorocaba.[1]
- 2023: Melhor Ator pelo filme Uievô Opará, no 10º Festival de Cinema de Caruaru.

## Filmografia
Televisão
| Ano  | Título                                          | Personagem            | Nota                             |
| ---- | ----------------------------------------------- | --------------------- | -------------------------------- |
| 1984 | Deus nos Acuda (1993)                           |                       | Novela da Rede Globo             |
| 1993 | Agosto                                          | Teodoro               | Minissérie da Rede Globo         |
| 1993 | Terça nobre                                     | Climério              | Caso Especial: Menino de Engenho |
| 1994 | Memorial de Maria Moura.                        | Antônio Muxió         | Minissérie da Rede Globo         |
| 1995 | Irmãos Coragem                                  | Jagunço               | Novela da Rede Globo             |
| 1997 | O Testamento do Senhor Napumoceno (1997)        | Fonseca               | Série RTP                        |
| 2000 | Telecurso 2000.                                 |                       | Programa de ensino a distância   |
| 2000 | História da Língua Portuguesa Através da Música | Participação especial | Série RTP                        |
| 2008 | A Ilha dos Escravos                             | Claudio Assis         | Série RTP                        |
| 2016 | Velho Chico                                     | Coronel Salgado       | Novela da Rede Globo             |

### Cinema
| Ano  | Título                                           | Personagem    | Nota                               |
| ---- | ------------------------------------------------ | ------------- | ---------------------------------- |
| 1984 | Memórias do Cárcere                              | Tenente       | Direção: Nelson Pereira dos Santos |
| 1997 | O Testamento do Senhor Napumoceno                | Fonseca       | Direção: Francisco Manso           |
| 2000 | O Acendedor de Lampiões (1993)                   |               | Curta metragem                     |
| 2000 | Arthur Ramos – vida e obra                       | Narrador      | Curta metragem                     |
| 2003 | Espelho d'Água - Uma Viagem no Rio São Francisco | Jasão         | Direção: Marcos Vinícius           |
| 2004 | Deus É Brasileiro                                | Cezão         | Direção: Cacá Diegues              |
| 2006 | Muito Gelo e Dois Dedos d'Água                   | recruta Souza | Direção: Daniel Filho              |
| 2007 | Navegantes                                       | Narrador      | Curta-metragem                     |
| 2008 | A Ilha dos Escravos                              | Claudio Assis | Direção: Francisco Manso           |
| 2023 | Uievô Opará                                      | Zé Pitanga    | Curta-metragem e Roteirista.       |